# Tom Lynch
Pour les articles homonymes, voir Thomas Lynch (homonymie) et Lynch.
Thomas « Tom » Lynch (né à Fall River dans le Massachusetts et mort à une date inconnue), était un joueur américain de football.

## Biographie
Durant sa carrière de club, il joue notamment dans l'équipe des Brooklyn Celtic, en American Soccer League. En 1935, il joue également aux New York Americans.
Mais il est surtout connu pour avoir participé à la coupe du monde 1934 en Italie, où sa sélection ne joue qu'un match (lui ne joue pas) lors de la défaite contre les hôtes et futurs vainqueurs du tournoi, l'Italie.